# Maas van Grootheest
Maas van Grootheest (Ede, 29 maart 1913 – aldaar, 19 oktober 1988) was een Nederlandse verzetsstrijder in de Tweede Wereldoorlog. Hij was actief in het Edese verzet.

## Levensloop
Van Grootheest werd geboren als het zesde kind in een gezin van tien. Hij had een oudere broer met dezelfde naam, die een aantal maanden na de geboorte overleed.
Van Grootheest was lid van de verzetsgroep-Klok uit de Maanderbuurt, voordat alle verzetsgroepen in Ede in september 1944 opgingen in de Binnenlandse Strijdkrachten. Van Grootheests eerste geregistreerde verzetsdaad was het helpen ontsnappen van de verzetsman Christiaan van Schuppen op 6 november 1943 uit het Edese politiebureau. Van Schuppen was wegens hulp aan joden ingesloten. Samen met Derk Wildeboer schroefde Van Grootheest van de buitenkant de tralies weg waardoor Van Schuppen ontsnapte.
In de nacht van 5 op 6 september haalde Van Grootheest samen met Aart Roseboom en Evert Meyer wegwerkersgereedschap uit een werkkeet in Ede. Daarmee schroefden ze twee stukken rails weg op het baanvlak Utrecht - Arnhem ter hoogte van kilometerpaal 71.3 en 71.5 ter hoogte van de Dwarsweg bij De Klomp. Om 4.30 in de ochtend van 6 september ontspoorde een trein, met vijftien doden en achtendertig gewonden tot gevolg.
Na de voor geallieerden verloren Slag om Arnhem waren er veel Britse parachutisten achtergebleven in de regio die door het Edese verzet werden opgevangen. In de nacht van 19 op 20 oktober ontsnapten ongeveer honderdveertig man tijdens Operatie Pegasus I dwars door de Duitse linies heen en staken bij Renkum de Rijn over richting bevrijd gebied. Van Grootheest zorgde er samen met Wim Peelen voor dat alle wapens op het verzamelpunt kwamen. Een soortgelijke rol vervulde hij tijdens de mislukte Operatie Pegasus II. Ook trad hij een deel van de route op als gids.
In de nacht van 8 op 9 maart 1945 nam Van Grootheest deel aan een voor het verzet rampzalig verlopen wapendropping in de buurt van Lunteren. Hij verliet het droppingterrein op tijd waardoor hij uit Duitse handen bleef.
Op zijn verjaardag op 29 maart 1945 werd Van Grootheest bij zijn woning aan de Schuttersteeg 13 door de SD'ers Abraham Kipp en Hugo van Rappard gearresteerd. De SD zou achter zijn naam zijn gekomen uit het verhoor van Barend van Ewijk die na een mislukte wapendropping nabij Lunteren was aangehouden. Van Grootheest werd overgebracht naar de regionale SD-hoofdkwartier in De Wormshoef. Zijn ondervragers wisten dat Van Grootheest de wapenbewaarder van de ondergrondse was. Van Grootheest sloeg snel door en vertelde waar de wapens lagen opgeslagen die vervolgens door de SD in beslag werden genomen. Ook noemde hij de namen en verblijfplaatsen van verschillende verzetsmensen. Kort voor de bevrijding van Lunteren op 15 april 1945 werd Van Grootheest vrijgelaten door de SD.

## Persoonlijk
Van Grootheest was getrouwd met Cornelia Minnen (1912-2003). Samen hadden zij twee kinderen.